# Список переименованных населённых пунктов Ростовской области
В данном списке приведены населённые пункты, расположенные согласно современному административно-территориальному делению в Ростовской области России, название которых изменялось.

## З
- Зерновой → Зерноград (1960, город)[1]

## К
- Каменская → Каменск (1927, город) → Каменск-Шахтинский (1929)[2]
- Сулин → Красный Сулин (1926, город)[3]
- Голодаевское → Куйбышево (сельский населённый пункт)[4]

## Н
- Коминтерновский (посёлок городского типа) → Новошахтинск (1939)[2]

## П
- Голодаевка → Первомайское (сельский населённый пункт)[4]
- Великокняжеская → Пролетарская (1920, станица) → Пролетарск (1970, город)[5]

## С
- Торговая → Сальск (1924, город)[6]

## Т
- Тацинский (посёлок городского типа) → Тацинская (1992, станица)

## Источник
- Е. М. Поспелов. Имена городов: вчера и сегодня (1917—1992): Топонимический словарь. — Москва: Русские словари, 1993. — 249 с.